# Bayon (tempel)

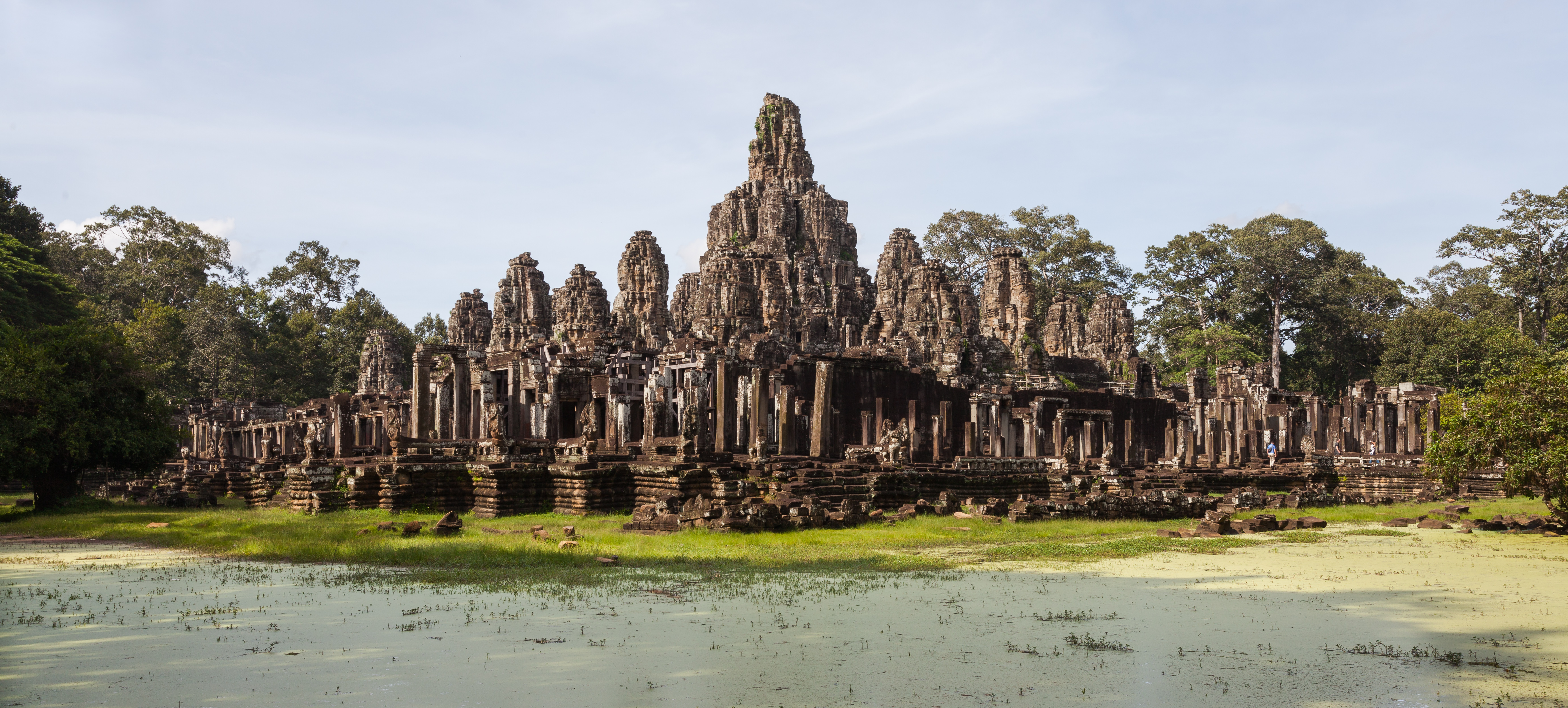
Bayon

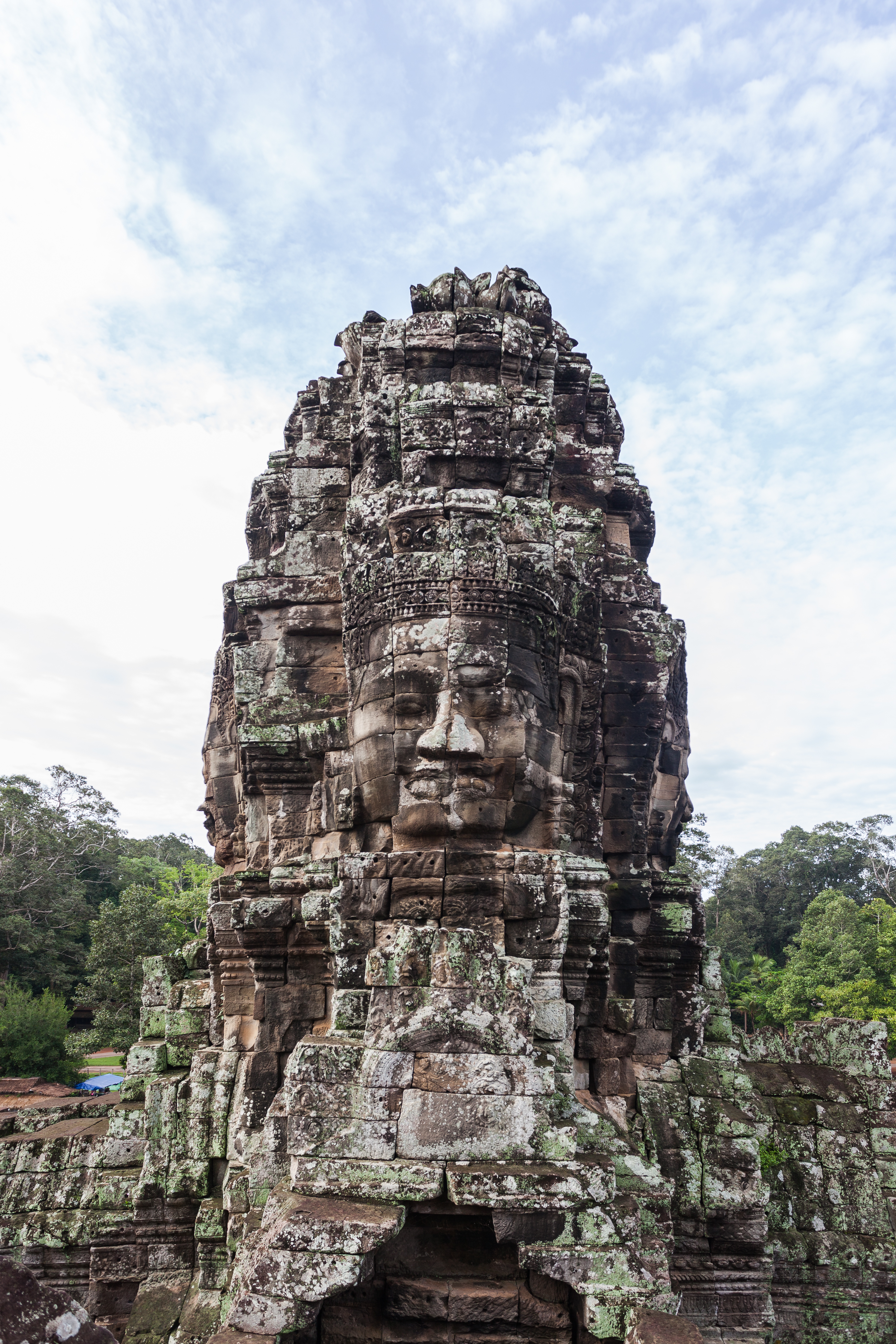
Een van de gezichten.

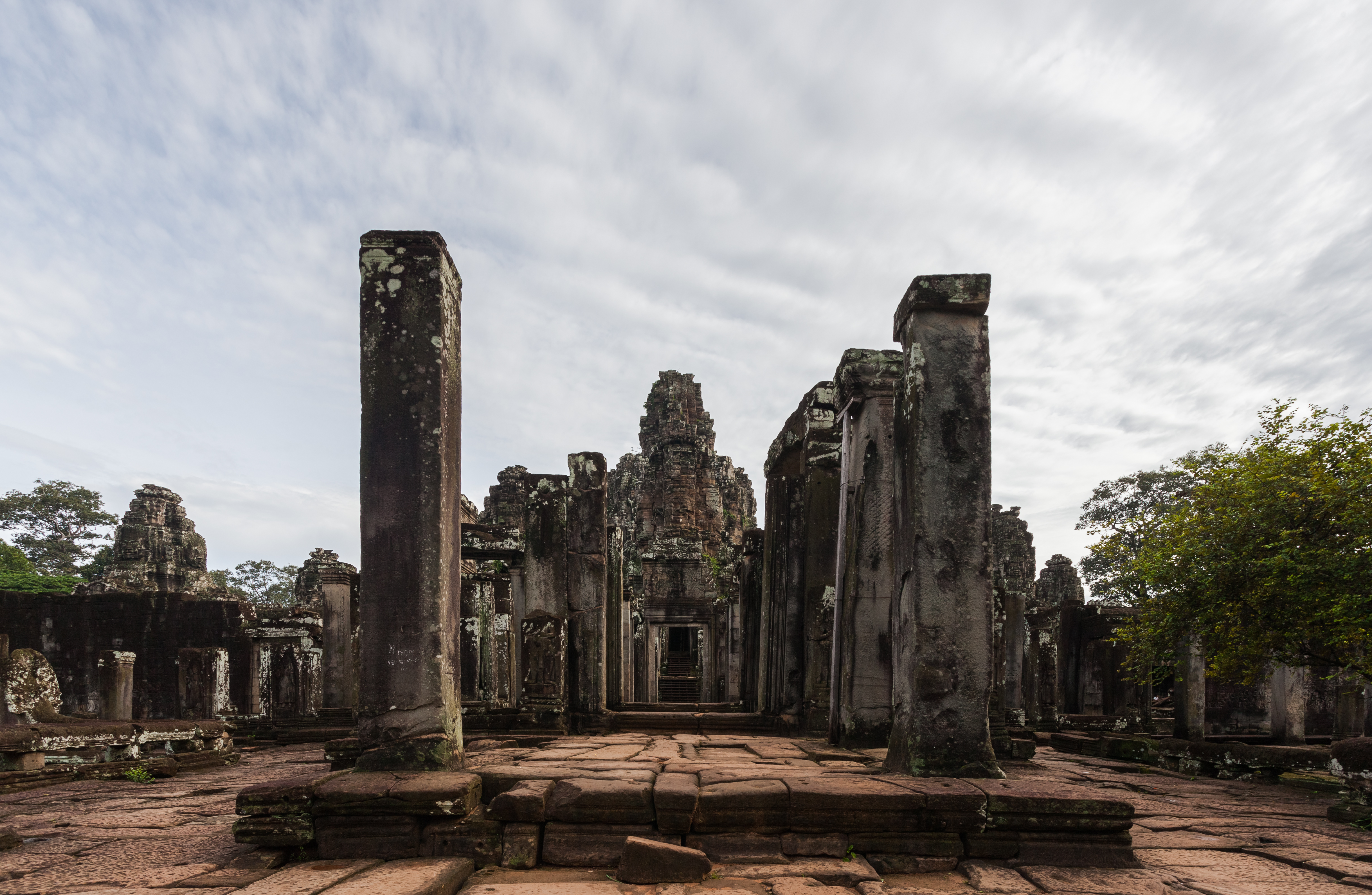
Kolommen

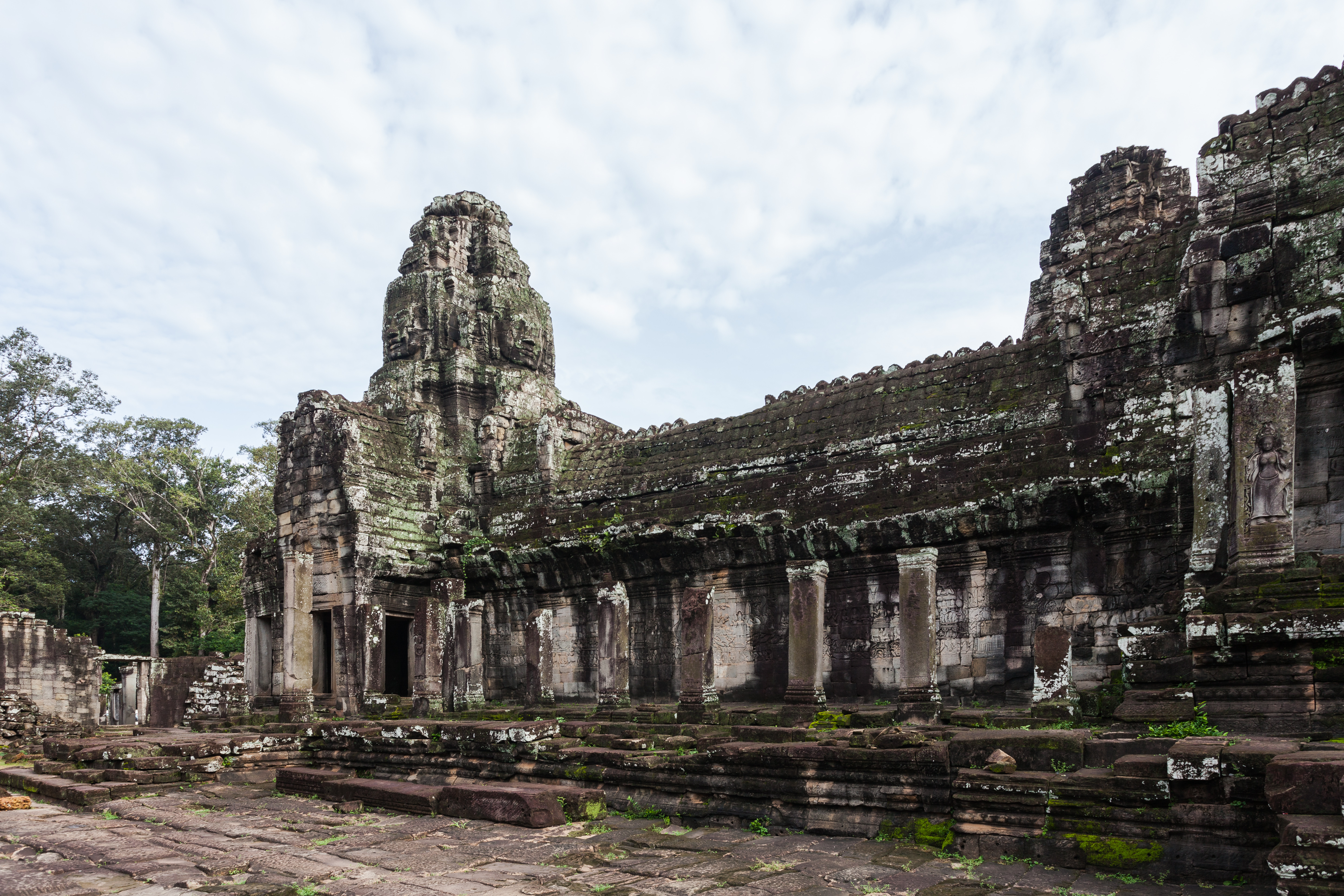
Muur

De Bayontempel is een Angkoriaanse tempel, gebouwd door koning Jayavarman VII in 1181. 
Jayavarman VII staat bekend om de bouw van vele tempels, maar dit was zijn staatstempel. 
De Bayon is de meest centraal gelegen tempel van de oude Angkoriaanse hoofdstad Angkor Thom. 
Hij is vooral bekend door zijn 54 torens die elk vier gezichten afbeelden. 

## Stijl
In tegenstelling tot Angkor Wat is Bayon een boeddhistische tempel. Jayavarman VII was in tegenstelling tot zijn voorgangers en nakomelingen een boeddhistische koning. Vandaar de dubbele stijl die te herkennen is in de Bayon-tempel. Er is hindoeïstische invloed die men kan zien in:
- Heuvelbouw
- De gezichten van Bhrama in de torens
- Zelfde raam en deurconstructies als Ankor Wat

De boeddhistische invloed laat zich zien in:
- Ronde centrale toren met 8 ingangen (de 8 spaken van het boeddhistische wiel, het achtvoudige pad)
- De gezichten van bodhisattva Avalokiteshvara in de torens
- De sculptuur van Boeddhabeeldjes in de niches

## Gezichten
Er is zijn meerdere hypotheses betreffende de gezichten op de torens:
- Het zijn de gezichten van Boeddha (=Avalokiteshvara), wat logisch is gezien de boeddhistische bouwheer
- Het zijn de gezichten van Jayavarman VII die naar elke windrichting van het land kijkt en zo zijn macht over het land etaleert
- Het zijn de gezichten van Brahma, een hindoeïstische hoofdgod die wel degelijk 4 gezichten heeft

Hoogstwaarschijnlijk zijn bovenstaande allemaal waar en was dit gewoon een van de vele mogelijke voorbeelden van de politieke diplomatie van Jayavarman VII. De koning was dan wel boeddhistisch, hij moest oppassen met een bevolking die voor 90% hindoeïstisch was. 
Er zijn 54 torens met 4 gezichten. Dit wil zeggen dat er 216 gezichten zijn. De keuze van 54 torens kan te maken hebben met:
- De leeftijd van Jayavarman VII op dat moment
- Het aantal provincies dat het toenmalige koninkrijk had
- Als men alle getallen hun cijfers optelt komt men altijd aan 9. Het hoogste cijfer in de numerologie en een heilig cijfer in grote delen van Zuidoost-Azië

## Bas-reliëfs
Net zoals Angkor Wat is ook de Bayon-tempel omgeven door bas-reliëfs. Aangezien de bevolking niet kon lezen, moest de koning op een andere wijze zijn oorlogsverhalen kunnen doorvertellen. De bas-reliëfs moeten met de wijzer mee worden gelezen.
- Oostzijde: Optocht van het leger onder leiding van Jayavarman VII.
- Zuidzijde: Waterslagen tegen de Cham en dagelijks leven op en rond het Tonle Sap meer.
- Westzijde: Grotendeels niet afgewerkt. Strijd tussen verschillende Khmervolkeren.
- Noordzijde: Grotendeels niet afgewerkt. Circus, koorddanseressen, vreemde dieren en nog meer oorlogstaferelen